# Estación Tilcara
Tilcara es una estación de ferrocarril ubicada en la ciudad homónima, departamento de Tilcara, provincia de Jujuy, Argentina.

## Servicios
No presta servicios de pasajeros ni de cargas desde 1993. Sus vías e instalaciones pertenecientes al Ferrocarril General Belgrano están a cargo del gobierno provincial.
Desde 2023 la estación se encuentra en proceso de reconstrucción para recibir el servicio turístico denominado: “Tren de la Quebrada”; se trabajó en la colocación de nuevas vías férreas, durmientes, y se realizó la puesta en valor del edificio original. También se reubicó a las familias que habitaban en los terrenos de la estación y se les entregó nuevas viviendas con todos los servicios esenciales. Esto último generó mucha polémica ya que algunas familias que vivían allí se rehusaron a abandonar el predio argumentando que el gobierno provincial los habría obligado a retirarse por la fuerza, además de que en el lugar funcionaba una hostería muy conocida en la localidad, cuyo frente daba a las viejas vías del tren.
El 5 de agosto de 2024 una de las formaciones eléctricas llegó a la estación de Tilcara con el fin de ampliar el recorrido del servicio turístico entre la misma y Volcán a partir del 16 de dicho mes, teniendo así un recorrido total de 42 kilómetros entre ambas estaciones.

## Imágenes

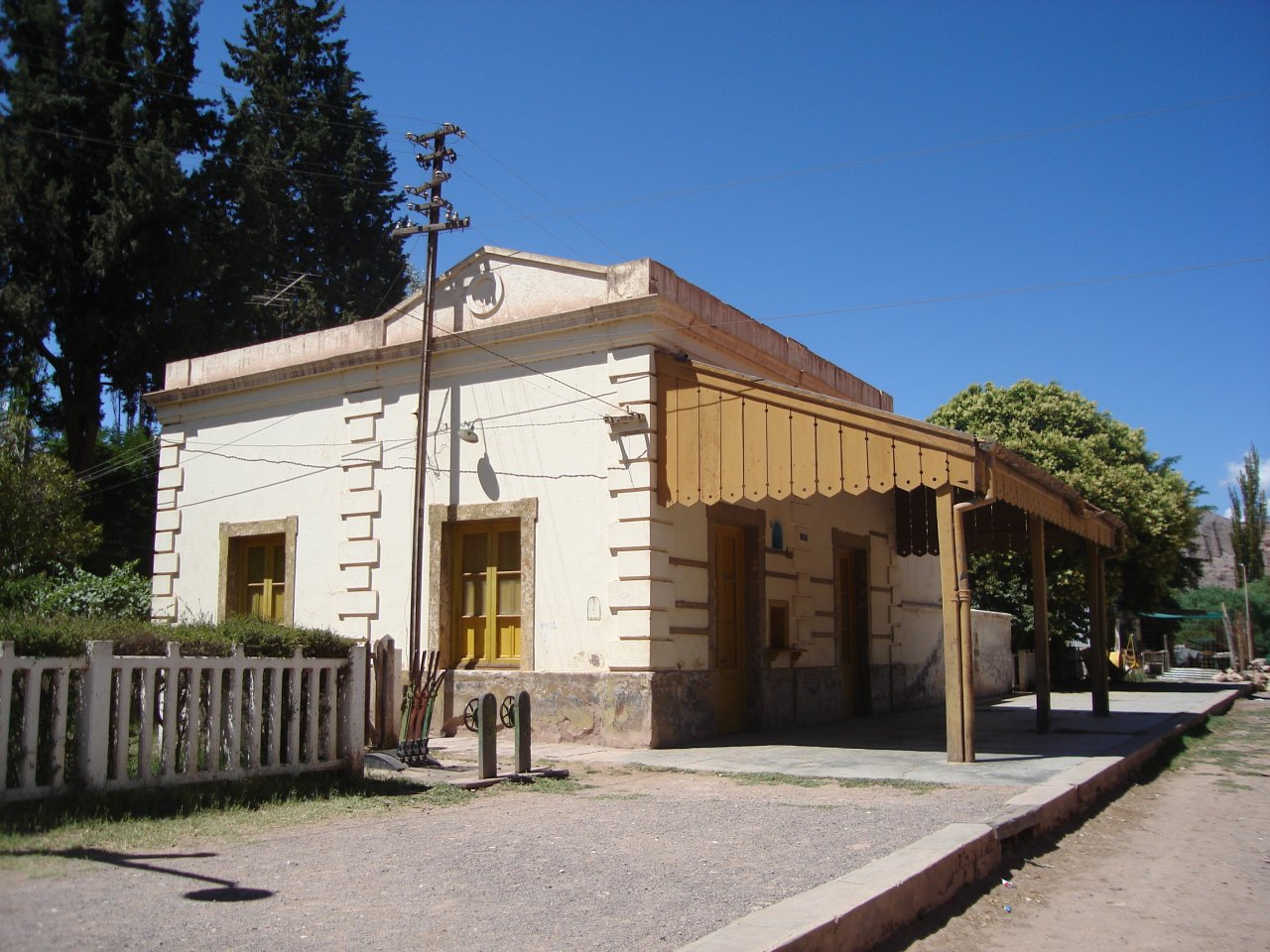
Edificio de la estación
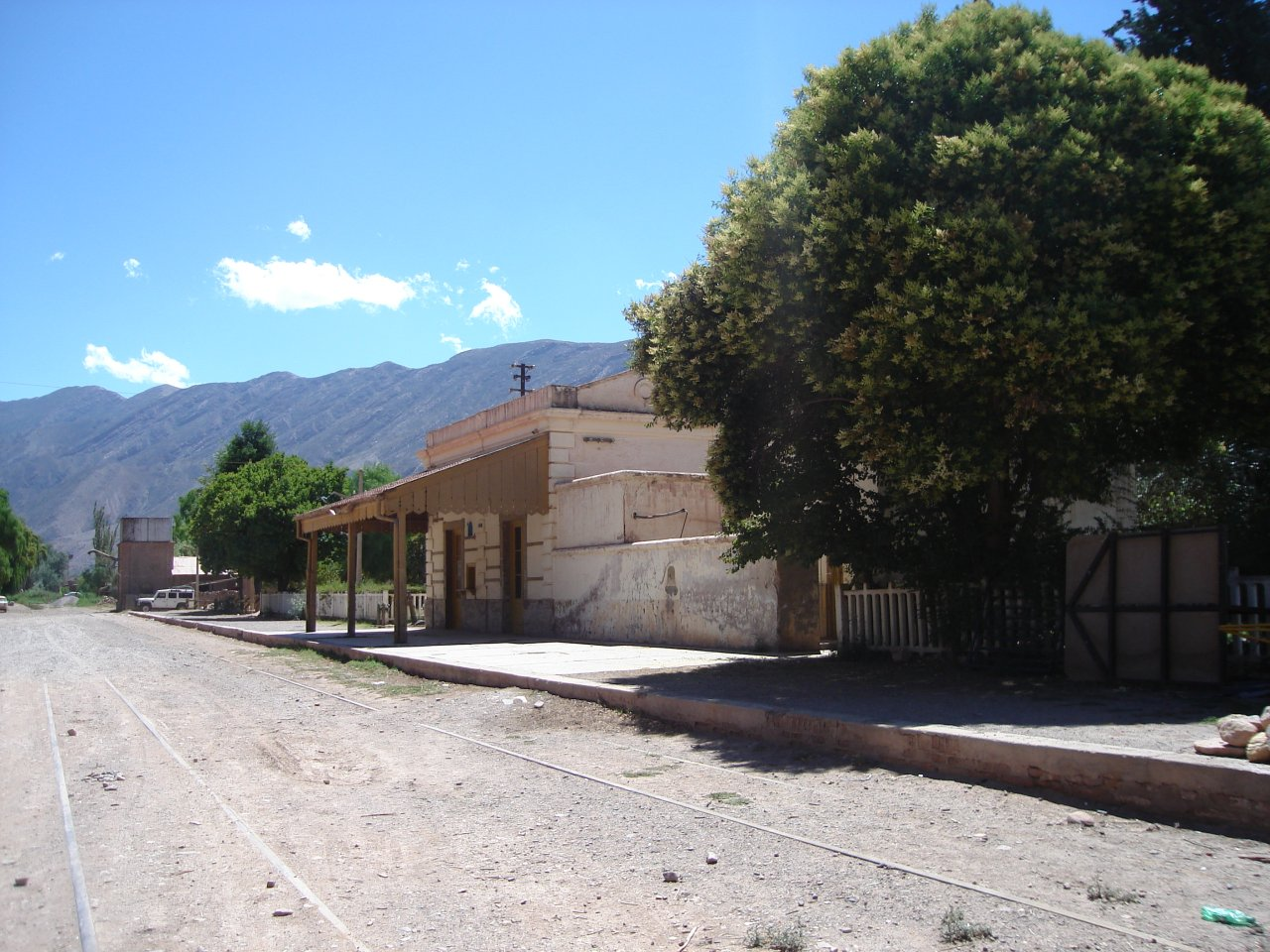
Vista lateral
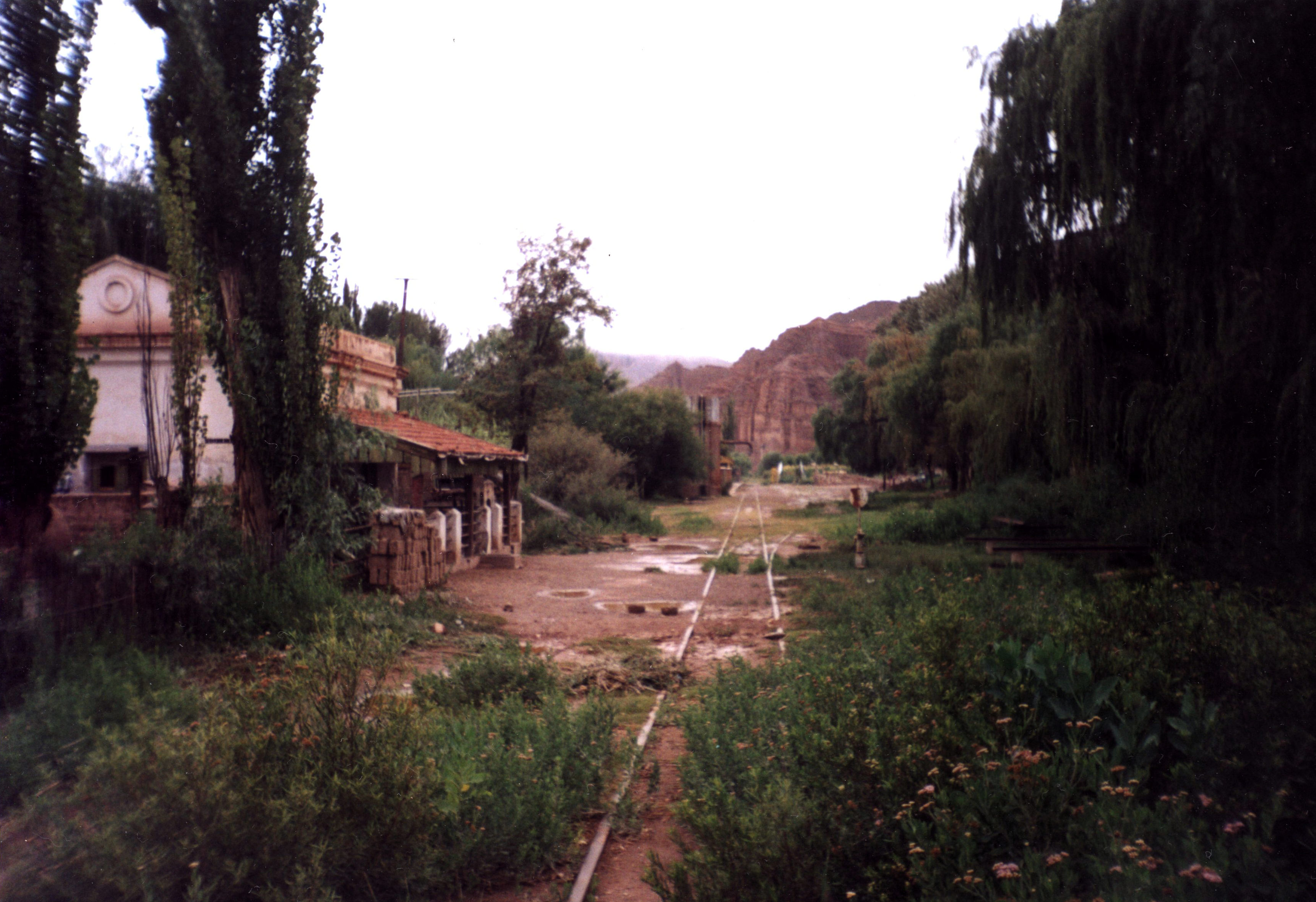
Vías